# Netscape Navigator
Netscape Navigator va ser un navegador web comercial, inicialment desenvolupat per Netscape Communications Corporation, que havia estat fundada per Marc Andreesen, un dels autors de Mosaic quan es trobava al NCSA (Centre Nacional d'Aplicacions per Supercomputadors) de la Universitat d'Illinois a Urbana-Champaign.
El seu nom clau Mozilla, sembla provenir, segons es llegia a alguns documents de les versions inicials, de la combinació de Mosaic, el seu 'pare', i Godzilla, monstre molt apreciat pels autors.

## Història

### Desenvolupament inicial
El Netscape va ser el primer navegador a incloure un llenguatge de script a les pàgines web, en introduir a la versió 2 el JavaScript. Originalment, amb prou feines servia per quelcom més que validar formularis, però es va anar expandint.
En afegir-li les capacitats de llegir i enviar missatges, tant de correu electrònic com de netnews, va aparèixer la versió Communicator i l'editor de pàgines (Netscape Composer), introduït a la versió 3, que dona lloc a la denominació Gold a les distribucions que l'inclouen.
Va ser molt criticat pels partidaris dels estàndards d'Internet per introduir al HTML una gran quantitat d'extensions propietàries (o netscapismes), és a dir, creades pels seus autors, sense respectar les recomanacions del World Wide Web Consortium, la qual cosa danyava la compatibilitat de les pàgines web entre navegadors, i l'objectiu d'arribar a la web semàntica. Entre les extensions propietàries introduïdes per Netscape destaquen els frames i els layers.
La versió 4 va introduir el CSS i l'HTML dinàmic a través de JavaScript i una extensió propietària d'HTML anomenada layers. Aquesta versió estava plena d'errades, i la seva implementació de l'HTML dinàmic era inferior a la de l'Internet Explorer 4.0. Això, unit a la integració de l'Internet Explorer al Microsoft Windows, va portar a l'anomenada guerra de navegadors entre les dues companyies, que van introduir moltes extensions pròpies i incompatibles entre elles a l'HTML i al JavaScript. Això va obligar a molta gent a crear dues versions de les seves webs, una per cada navegador.
El resultat d'aquesta guerra va ser la victòria de l'Internet Explorer, que va aconseguir una quota del 98% en l'ús de navegadors, i la posterior desaparició del Netscape Navigator. Aquesta victòria es va deure, majoritàriament, a la inclusió de l'Internet Explorer com un component més de Microsoft Windows, que feia que la majoria d'usuaris que el tinguessin no es molestessin a buscar-ne un altre.
La versió 5 va estar en desenvolupament durant anys, però la dificultat de modificar el codi font per admetre la modificació de les pàgines després de la seva càrrega, unida a les progressives pèrdues econòmiques de l'empresa, va fer que sortís del mercat. Així, Netscape va perdre la guerra dels navegadors en favor de l'Internet Explorer, que ja anava per la versió 5. Finalment, el seu codi va ser alliberat, amb el fi que la comunitat de desenvolupadors de programari lliure el pogués acabar. Això va donar lloc a la Fundació Mozilla, que va reescriure gairebé tot el codi, creant el navegador Mozilla, posteriorment Firefox.

### Pas a programari lliure
El març de 1998, després d'adonar-se que havia perdut el mercat de navegadors i amb l'esperança que un navegador que no fos de Microsoft guanyés l'atenció de la comunitat del programari lliure, Netscape va alliberar la majoria del codi de Netscape Communicator i el va fer lliure. El projecte es va anomenar amb el nom en clau Mozilla. S'estima que completar el codi font (els elements amb copyright propietari es van haver d'eliminar) en una nova versió del navegador, podia dur un any, i d'aquesta forma es va decidir que la següent versió del navegador Netscape, la 5.0, es basaria amb aquest. Netscape va assignar els seus enginyers de desenvolupament del navegador perquè ajudessin al projecte.
Després d'un any, era evident que el desenvolupament de Mozilla no era tan ràpid, per tant Netscape va reassignar alguns dels seus enginyers a la versió Netscape Communicator 4.5. Això va redirigir part dels esforços en una línia morta, mentre el navegador de Microsoft, l'Internet Explorer 5.0, encara s'estava desenvolupant. Els enginyers de Mozilla van decidir llançar el codi de Communicator i van començar des de zero. La primera versió pública del Mozilla, dos anys més tard, no va tenir gaire acceptació, ja que molts ordinadors de gamma mitjana eren massa lents per executar un navegador que usava la seva pròpia interfície gràfica i personalitzable amb el llenguatge XML.
Es va evitar la versió número 5 perquè el Microsoft Internet Explorer 5.0 estava disponible des de feia un any i mig. Hi havia plans per alliberar una versió 5.0 basada en el codi 4.x, però aquesta idea es va desestimar i es van usar tots els recursos per treballar en la versió 6.0 de Mozilla Netscape, alguns empleats de Netscape ho consideren un dels majors errors de l'empresa.
Amb força publicitat, els nous propietaris de Netscape, AOL, van llançar Nestcape 6 el 14 de novembre del 2000, basat en el codi de la versió anterior de Mozilla. El producte va ser una gran decepció: enorme, lent, inestable, i (per la gran majoria) lleig. Res d'això va ser una sorpresa, ja que el nucli de Mozilla no estava a prop d'estar disponible com una nova versió, i era molt inestable.
Netscape 6.1 i Netscape 6.2, llançats el 2001, van solucionar els problemes d'estabilitat, però eren massa grans i lents, i no van millorar la reputació de Netscape 6, per tant van ser bastant ignorats.
L'any 2002, AOL va llançar Netscape 7. Basat en el nucli de Mozilla 1.0, més estable i notablement més ràpid, tenia diversos extres com l'AOL Instant Messenger integrat, ICQ i Radio@Netscape. El mercat va respondre que era una versió reempaquetada de Mozilla amb una sèrie d'eines integrades que permetien accedir als serveis gestionats per AOL, per tant va ser ignorat de nou. La competència entre les alternatives que no fossin de Microsoft madures i competents com l'Opera i la distribució de Mozilla va ser un factor decisiu. La versió Netscape 7.1 (basat en Mozilla 1.4) també va ser ignorada. De totes maneres, Netscape és una de les distribucions de Mozilla més usades.
A la plataforma Windows, el navegador web Netscape ha sigut irrellevant durant bastants anys. Encara hi ha alguns usuaris de versions noves, però la majoria de persones no estan disposades, o no poden, a canviar el navegador des de les versions 4.x, ja que normalment els navegadors més nous necessiten màquines amb més potència de càlcul per un rendiment acceptable. En altres plataformes, amb les quals l'Internet Explorer no és compatible, com Linux, Netscape va mantenir la seva posició de navegador dominant durant més temps. Únicament en els últims anys, l'aparició d'alternatives com Mozilla Firefox i Konqueror han suposat un increment de la competència.
AOL va anunciar el 14 de juliol de 2003 que retirava tot el personal de desenvolupament que treballava a la versió de Netscape de Mozilla. Combinat amb l'acord entre Microsoft i AOL per usar la versió d'Internet Explorer en les futures versions de programari va marcar el final de Netscape com entitat i va relegar el navegador a poc més que una nota història. El nom de la marca Netscape es manté en l'accés a Internet de baix cost com la trucada telefònica.
Nestcape 7.2 es va llançar el 17 d'agost de 2004; AOL va afirmar no continuar amb la divisió del navegador Netscape>.
Finalment Netscape va acabar deixant de desenvolupar-se, un punt en el qual AOL va pagar a una empresa canadenca per compilar el codi de Mozilla i incloure'l al Netscape, però sense aportar novetats pròpies.
Tot i així, el maig de 2005 es va llançar una nova versió, Netscape 8.0, basada en el Mozilla Firefox, però oferint també el motor d'Internet Explorer per visualitzar certes pàgines.
L'octubre del 2007 es va llançar la versió 9.0 del Netscape, que entre altres funcionalitats, permetia la integració de les extensions del Firefox 2.
L'1 de febrer del 2008 AOL va anunciar que no hi hauria cap més pedaç de seguretat ni noves versions del navegador oficials. Alhora, recomanava als usuaris que quedarien orfes a migrar al Firefox gràcies a un conjunt de complements que s'oferiren.

### Historial de versions
- Mosaic Netscape 0.9 – 13 d'octubre de 1994
- Netscape Navigator 1.0 – 15 de desembre de 1994
- Netscape Navigator 2.0 – 18 de setembre de 1995
- Netscape Navigator 3.0 – 19 d'agost de 1996
- Netscape Navigator 3.04 – 4 d'octubre de 1997
- Netscape Navigator 4.0 – juny de 1997
- Netscape Navigator 4.06 – 17 d'agost de 1998
- Netscape Navigator 4.08 – 9 de novembre de 1998
- Netscape Communicator 4.5 – 19 d'octubre de 1998
- Netscape Communicator 4.61 – 14 de juny de 1999
- Netscape Communicator 4.7 – 30 de setembre de 1999
- Netscape Communicator 4.79 – 2001
- Netscape Communicator 4.8 – 22 d'agost de 2002
- Netscape 6.0, 6.01 – 14 de novembre de 2000 (Basat en el Mozilla M18; primer a usar el codi de Mozilla)
- Netscape 6.1 – 8 d'agost de 2001 (Basat en el Mozilla 0.9.2.1)
- Netscape 6.2, 6.2.1, 6.2.2, 6.2.3 (Basat en el Mozilla 0.9.4.1)
- Netscape 7.0 – 29 d'agost de 2002 (Basat en el Mozilla 1.0.1) (última versió llençada en espanyol i xinès)
- Netscape 7.01 – 10 de desembre de 2002 (Basat en el Mozilla 1.0.2)
- Netscape 7.02 – 18 de febrer de 2003 (Basat en el Mozilla 1.0.2)
- Netscape 7.1 – 30 de juny de 2003 (Basat en el Mozilla 1.4) (última versió llençada en alemany, francès i japonès)
- Netscape 7.2 – 17 d'agost de 2004 (Basat en el Mozilla 1.7)
- Netscape 8.0 (Basat en el Mozilla Firefox 1.0)
- Netscape 8.01 (Basat en el Mozilla Firefox 1.0.5)
- Netscape 8.1 (Basat en el Mozilla Firefox 1.5.x)
- Netscape 9.0 (Basat en el Mozilla Firefox 2.0.0.x)